# 増田家住宅
増田家住宅（ますだけじゅうたく）は和歌山県岩出市にある古民家。国の重要文化財。

## 概要
江戸時代中期に、那賀郡山崎組の世襲大庄屋を勤める増田家の屋敷として建設された。主屋と表門、土塀が現存する。
大規模民家としては和歌山県最古級であり、本瓦葺やなまこ壁、座敷の造作が高品質であること、紀ノ川沿いの地域の近世農家建築の特徴をよく伝えていることなど、歴史的文化的価値の高さから主屋と表門の2棟が1969年に国の重要文化財に指定されている。

## 建築概要
- 竣工
  - 主屋 - 1706年（宝永3年棟札）
  - 表門 - 1712年（正徳2年棟札）
- 構造
  - 主屋 - 入母屋造、本瓦葺・しころ葺、平屋、座敷三室（喰違三間取り形式）
  - 表門 - 長屋門形式、ナマコ壁、東側に厩を組み込む
- 所在地 - 和歌山県岩出市曽屋
- 備考 - 非公開、主屋と表門の2棟が国の重要文化財（昭和44年3月12日指定）

## 交通アクセス
- JR和歌山線 岩出駅 徒歩25分

## 周辺情報
- 桃井家住宅（隣接） - 大庄屋屋敷
- 大宮神社 - 旧郷社